# 대한민국 형법 제219조
대한민국 형법 제219조는 위조인지·우표등의 취득에 대한 형법각칙의 조문이다. 외국인이 한국 밖에서 이 범죄를 저지르더라도 예외적으로 처벌하고 있다

## 조문
제219조(위조인지·우표등의 취득) 행사할 목적으로 위조 또는 변조한 대한민국 또는 외국의 인지, 우표 기타 우편요금을 표시하는 증표를 취득한 자는 3년 이하의 징역 또는 1천만원 이하의 벌금에 처한다. <개정 1995.12.29>

## 판례
1. ↑  대한민국 형법 제5조(외국인의 국외범)